# 阿尔图拉
阿尔图拉，是西班牙瓦伦西亚自治区卡斯特利翁省的一个市镇。总面积130平方公里，总人口3140人（2001年），人口密度24人/平方公里。